# Кристина фон Хесен-Касел
Кристина фон Хесен-Касел (на немски: Christine von Hessen-Kassel; * 19 октомври 1578, Касел, † 19 август 1658, Касел) е ландграфиня от Хесен-Касел и чрез женитба херцогиня на Саксония-Айзенах (1598 – 1638) и на Саксония-Кобург (1633 – 1638).

## Живот
Дъщеря е на ландграф ландграф Вилхелм IV фон Хесен-Касел (1532 – 1592) и на Сабина фон Вюртемберг (1549 – 1581), дъщеря на херцог Кристоф фон Вюртемберг.
Кристина се омъжва на 14 май 1598 г. в Ротенбург за херцог Йохан Ернст II фон Саксония-Айзенах (1566 – 1638) от фамилията на Ернестинските Ветини. Тя е втората му съпруга. Бракът е щастлив, но бездетен.
Кристина умира 20 години след нейния съпруг на 79 години и се отличава с дарения. Тя оставя 6000 гулден за стипендии и намаляване на бедността.
Кристина е погребана в княжеската гробница на църквата „Св. Георг“ в Айзенах.